# Andino Fruit
Andino Fruit is een exporteur van Colombiaanse landbouwproducten. Deze organisatie verzorgt de export vanuit Colombia naar de westerse landen van de volgende fruitsoorten: feijoa (Feijoa sellowiana), zoete granadilla (Passiflora ligularis), gele passievrucht (Passiflora edulis forma flavicarpa), paarse passievrucht (Passiflora edulis forma edulis), gele pitaya (Selenicereus megalanthus), tamarillo (Cyphomandra betacea), curuba (Onduidelijk of het hier gaat om Passiflora tarminiana of Passiflora tripartita var. mollissima, ananaskers (Physalis peruviana) en de cactusvijg (Opuntia ficus-indica). Ook in België en Nederland kunnen vruchten van deze exportorganisatie  op de markt worden aangetroffen.